# 방구 AC
방구 아틀레치쿠 클루비(Bangu Atlético Clube, 약칭 Bangu)는 브라질 리우데자네이루주의 리우데자네이루 시 외곽에 위치한 방구 지역에 연고를 둔 축구 클럽이다. 이 팀은 1904년에 창설되었으며, 현재 리우데자네이루 주 1부 리그 (Campeonato Carioca - 1ª Divisão) 에 소속되어 있다. 홈 경기장은 1947년 건설된 프롤레타리오 질레르미 다 시우베이라 필류(Estadio Proletário Guilherme da Silveira Filho)이다.

## 역사
1900년 전후에 창설된 클럽 중 상당수가 그렇듯이, 방구는 방구 지역의 공장에서 일하던 영국인 노동자들의 주도로 창설되었다. 1904년 4월 17일 정식으로 창설된 클럽은 리우데자네이루 주 리그에 참가하여, 1933년 처음 주 리그의 우승을 달성한다. 이후 1966년 다시 우승을 거두었다. 주 1부 리그 2회 우승은 리우데자네이루 주 클럽 중 6번째에 해당한다.
1967년에는 미국의 축구 리그 USA (United Soccer Association) 에 휴스턴 스타스 (Houston Stars)의 이름으로 참가하였다. 성적은 4승 4무 4패, 서부 디비전 6개팀 중 4위로 결승전에는 진출하지 못하였다.
1985년에는 전국리그 (Campeonato Brasileiro) 2위를 차지하여 코파 리베르타도레스에 진출하였으나, 조별 예선에서 조 최하위에 머물렀다.
그 뒤 리우데자네이루 주의 하부 리그로 떨어지기도 하였으나, 2008년 시즌의 2부 리그에서 우승하여 2009년에는 1부 리그로 복귀하였다.

## 대통령배
방구는 1984년 제 14회 대통령배 국제축구대회에 출전하여 우승을 차지한 바 있다.

## 선수 명단

### 현역
참고: FIFA 자격 규정에 따라 소속된 국가대표팀 국기를 표시합니다. 선수는 복수의 FIFA 비회원국 국적을 가지고 있을 수 있습니다.
| 번호 | 포지션 | 국적 | 이름 |
| ---- | ------ | ---- | ---- |

| 번호 | 포지션 | 국적 | 이름   |
| ---- | ------ | ---- | ------ |
| -    | FW     |      | 호시냐 |

## 역대 감독
| 감독          | 임기        |
| ------------- | ----------- |
| 마리우 자갈루 | 1988 ~ 1989 |

나의 라임 오렌지 나무에 방구 시 가 나온다.